# بولشایا کیاما
بولشایا کیاما (به لاتین: Bolshaya Kyama) یک منطقهٔ مسکونی در روسیه است که در استان آرخانگلسک واقع شده‌است.